# Аррокелаш
Аррокелаш (порт. Arrouquelas)  —  район (фрегезия) в Португалии,  входит в округ Сантарен. Является составной частью муниципалитета  Риу-Майор. По старому административному делению входил в провинцию Рибатежу. Входит в экономико-статистический  субрегион Лезирия-ду-Тежу, который входит в Рибатежу. Население составляет 850 человек на 2001 год. Занимает площадь 27,81 км².
Покровителем района считается Дева Мария (порт. Nossa Srª da Encarnação). 

## История
Район основан в 1962 году